# Роменська культура
Ро́менська культура, Ромено-Борще́вська культура — археологічна культура, культура городищ сіверян, що існувала протягом 700-1000-х років на території Дніпровського Лівобережжя і суміжних районів Росії та Білорусі. Виникла на основі волинцівської. Є одним із компонентів формування давньоруської культури. Її носіями було східнослов'янське племінне об'єднання сіверян. Вперше, після розкопок городища поблизу міста Ромни, виділена М. Макаренком.
Назва походить від двох груп досліджених городищ — біля міста Ромни й села Борщево (Воронезька область).

## Історія дослідження
Початком дослідження пам'яток цього типу на Лівобережжі стала середина XIX ст. з розкопками Донецького городища. В них брали участь Дмитро Самоквасов, Вікентій Хвойка та інші. Згодом, за підсумками роменської експедиції, Микола Макаренко виділив їх у окрему культуру. Значним успіхом стала праця Івана Ляпушкіна під час досліджень якого було розкопано городище роменської культури у Новотроїцькому. Серед інших городищ того часу детально вивчалися Опішня та Лтава.
Протягом 1950-70 років був розповсюджений термін «Роменсько-борщевська культура» коли в одну культуру о'бєднували синхронні слов'янські пам'ятки двох регіонів — дніпровського Лівобережжя та Подоння. Проте подальші дослідження дозволили фахівцям дійти висновку про суттєві відмінності між ними і надалі вони розглядалися окремо.

## Поширення

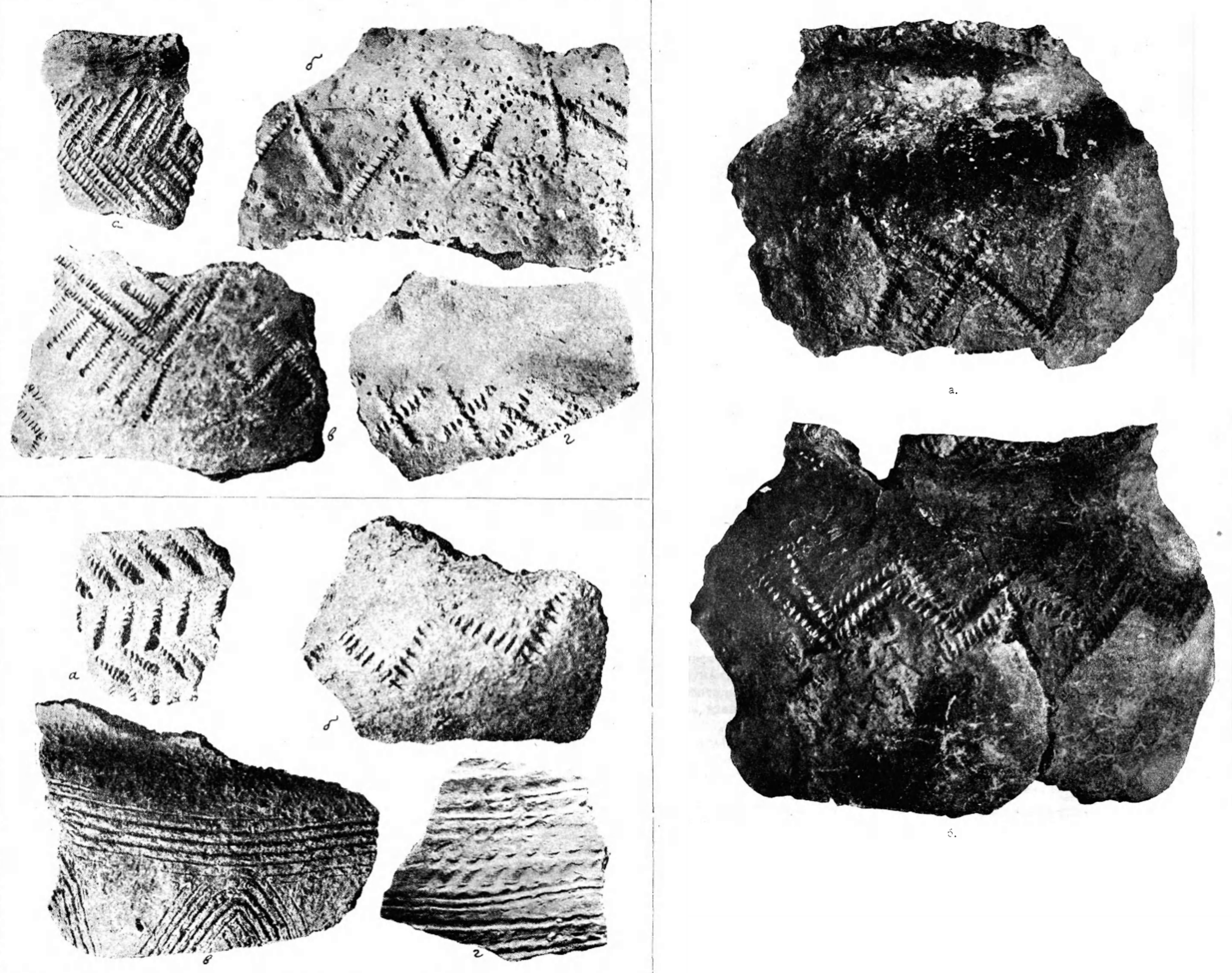
Зразки кераміки роменської культури

Територія поширення роменської культури — лісостеп та південне Полісся Дніпровського Лівобережжя, а також суміжні зони Білорусі та РФ. Західна межа проходить по Дніпру, північна уздовж північного кордону Брянської області, східна по лінії Вітемля — Севськ — Шапулінка — Мохнач, на півдні по лінії Задонецьке — Кременчук.
Борщевська культура була поширена у горішньому Подонні.

## Риси культури
Характерний напівземлянковий тип житла з печами-кам'янками або глинобитними, кераміка переважно ліпна (горщики, миски, сковорідки). Основне заняття сільське господарство, розвинене ремесло. Панівний обряд поховань — трупоспалення чи тілопокладення, з подальшим курганим захороненням.
Городищам належить помітне місце, їх розташовано на панівних висотах, що робить їх оптимальними для захисту. З цією ж метою іноді використовували високі дюни та пагорби у заплавах річок і боліт. З напольного боку, іноді по усьому периметру, споруджували вали та рови, ескарпували схили. На земляних схилах будували частокіл або стіну з товстих колод. На низці подібних споруд зафіксовано використання каменю.

## Поховання
Панівний обряд поховань — трупоспалення. У 800—1000 роках курганний ритуал поховання мощинської культури поширюється з верхів'їв Оки по слов'янському Подонню та краю поширення роменської культури. До того племена волинцівської, роменської й борщевської культур ховали мертвих у ґрунтових могильниках з трупоспаленням на боці з попелом збираним у глиняні урни.

## Походження та доля
Волинцівська культура трансформувалася у роменську.
Роменську культуру ототожнюють з сіверянами.
У горішньому Пооччі з 700—800 років складається новий варіант ромено-борщевської культури, що ототожнюють з в'ятичами. За Валентином Сєдовим ромено-борщевська культура та земля полян складали Руський каганат, що ймовірно розвалився у 860-ті роки.
На 850 рік Подесіння, Посем'я та землі південніше займали сіверяни; Горішнє Подоння до впливу річки Вороніж займали слов'яни борщевської культури, які відійшли з Подоння на горішнє та середнє Пооччя у 900—1000 роках через набіги печенігів.
Тоді південь й південний схід Орловської області став напівпустим межовим краєм слов'ян зі салтово-маяцької культурою Хозарського каганату. В'ятичи горішнього Пооччя, як й Київ на той час, стали данниками Хозарського каганату.

## Пам'ятки Роменсько-борщевської культури Орловської області
Пам'ятки ранніх в'ятичів роменсько-борщевської культури 700—1000 років зосереджені по Оці, її лівим притокам, Зуші й притоку Бистрої Сосни Лівенці:
- у Глазунівському районі нижній шар городища Тагине є найпівденнішою пам'яткою культури у області;

- передостанній шар городища Лужки над Кромою;

- передостанній шар городища Воротинцеве-1 над Зушою;

- городище Крома та навколишнє селище мають знахідку ліпної кераміки ромено-боршевської культури так червоноглиняні амфори салтово-маяцької культури, що вказує на торгові зв'язки в'ятичів з хозарами;

- в Урицькому районі городище у села Городище над правою притокою Цону річкою Людською, селище у сільця Лебідка на лівому березі річки Цон; у межиріччі Орлика Цону селище у сільця Селікове, два багатошарових городища у сільця Колос;

- городище Борилове й селище Хотетове над Нугрою у Болховському районі;

- у Ливенському районі три селища: Пушкарське-1, -2 на мисі річки Серболовки при впливі у Ливенку на північному краї міста Ливни; селище Вахнове на лівому березі правої притоки Бистрої Сосни річкою Мокрець.[3]